# 陈景新
陈景新（1931年12月—2010年4月8日），辽宁开原人，中华人民共和国政治人物，中华全国工商业联合会原副主席，原国家税务局副局长。